# Pisaura decorata
Pisaura decorata är en spindelart som beskrevs av Patel och C. Adinarayana Reddy 1990. Pisaura decorata ingår i släktet Pisaura och familjen vårdnätsspindlar. Inga underarter finns listade i Catalogue of Life.